# Moret-sur-Loing
Moret-sur-Loing là một xã ở tỉnh Seine-et-Marne, thuộc vùng Île-de-France ở miền bắc nước Pháp.

## Dân số
Người dân ở Moret-sur-Loing được gọi là Morétains.
Điều tra dân số năm 1999, the town had a population of 4.402.

## Thành phố kết nghĩa
- Kilkenny, Ireland
- Külsheim, Đức